# 成名
成名（Dixon Sing Ming），香港學者。

## 生平
1985年畢業於香港中文大學社會學系，並於1987年在同校取得哲學碩士學位，後來在英國牛津大學社會學系取得哲學博士。曾於香港城市大學公共及社會行政學系任教，現任香港科技大學社會科學部副教授，研究興趣包括民主與民主化研究、政治文化、公民社會、生活品質和香港政治。2021年7月，有傳媒報導成名已辭去香港科技大學社會科學學部副教授一職。